# Joseph Valla
Pour les articles homonymes, voir Valla.
Joseph Valla (vers 1720 - 26 février 1790) fut un philosophe et théologien catholique français.
Né à L'Hôpital-le-Grand dans le Forez, il était oratorien. Il professa la philosophie et la théologie à Soissons, puis à Lyon, et rédigea par ordre de Montazet, archevêque de Lyon, les Institutiones theologicæ (1780 et 1784, 6 volumes in-12°), et les Institutiones philosophicæ (1782, 5 volumes in-12°), ouvrages qui furent longtemps classiques et qui sont connus sous les titres de Théologie de Lyon et de Philosophie de Lyon. La Théologie fut mise à l'Index en 1792.

## Source
Marie-Nicolas Bouillet  et Alexis Chassang (dir.), « Joseph Valla » dans Dictionnaire universel d’histoire et de géographie, 1878 (lire sur Wikisource)